# Prundeni (okręg Vâlcea)
Prundeni – wieś w Rumunii, w okręgu Vâlcea, w gminie Prundeni. W 2011 roku liczyła 1485 mieszkańców.